# Silvenator
Silvenator is een geslacht van uitgestorven buideldierachtigen behorend tot de Sparassodonta. Het geslacht omvat één soort, S. brasiliensis, en het was een carnivoor die tijdens het Eoceen in Zuid-Amerika leefde.

## Fossiele vondsten
Fossielen van Silvenator zijn gevonden in afzettingen in het Itaboraí-bekken in Brazilië, daterend uit de South American Land Mammal Ages Itaboraian. Voorheen werden deze vondsten aan Nemolestes, maar nieuw onderzoek in 2023 leidde tot indeling in een eigen geslacht.Silvenator deelde het leefgebied met de basale sparassodonten Xenocynus en Patene. 

## Kenmerken
Silvenator was de grootste van de drie sparassodonten van Itaboraí met een gewicht van ruim 4 kg. Hiermee was Silvenator het grootste roofdier van Itaboraí. De gebit was beter aangepast aan een carnivore leefwijze dan bij de twee andere sparassodonten van Itaboraí. Qua leefwijze was het dier te vergelijken met hedendaagse buidelmarters.